# Kauffer Áruház
A Kauffer Áruház (Kauf-Fer Kft.), Magyarország egyik jelentős autóalkatrész kis- és nagykereskedelmi vállalata, több, mint húsz éve az autóalkatrész piac aktív szereplője. Jelenlegi formájában (Kauf-Fer Kft.) 1998 óta működik, korábban a Kaufer család különböző, autózással kapcsolatos kisvállalkozásai révén lett országszerte ismert a név.

## Története
A Kaufer család már a nyolcvanas években jelentős szereplője volt a magyar autózásnak. Részben autóalkatrész-kereskedésül saját alkatrész-importjáról (elsősorban Olaszországból), részben pedig a léghűtéses Volkswagenek javításáról voltak ismertek a Kaufer testvérek.
1998-ban a következő generáció vette át a családi vállalkozás vezetését, ekkor alakult ki a jelenlegi (korlátolt felelősségű társaság) forma is. 2013-ban átvették a Magyarországról kivonuló Trost-csoport (korábban Meteor) dél-budai üzletét.
2008-ban indították el a Kauffer Áruházat, amely 2012-től néhány évig Totalcar Áruházként is üzemelt. A Totalcarral folytatott együttműködés hosszú évekre tekint vissza, a Kauffer Áruház több terméktesztben és riportban is szerepelt náluk. Támogatói voltak a Totalcar Domsjö Expressz akciónak.
A Kauffer Áruház 2016-ban, 2017-ben, 2018-ban és 2019-ben is elnyerte az Ország Boltja első helyezést az Autó-Motor kategória Népszerűség versenyén.
2021. májustól a Kauffer Áruház üzemelteti az olaj.hu oldalt.